# Oregon Tool
 (juin 2022).
Le contenu est difficilement compréhensible vu les erreurs de traduction, qui sont peut-être dues à l'utilisation d'un logiciel de traduction automatique.
Oregon Tool, Inc. est une entreprise américaine qui fabrique des chaînes de scie et d'autres équipements pour les secteurs de la foresterie, de l'agriculture et de la construction. Basée à Portland dans l'Oregon, Oregon Tool fabrique ses produits dans dix usines différentes réparties dans cinq pays. Oregon Tool produit et commercialise des chaînes de scie, des guides et des pignons de scie à chaîne, des équipements de pelouse et de jardin fonctionnant sur batterie, des lames de tondeuse à gazon, des lignes de coupe à fil, des scies et des chaînes de coupe à béton et des équipements de coupe agricole pour les équipementiers, les revendeurs et les marchés d'utilisateurs finaux. Oregon Tool emploie environ 3 300 personnes à travers le monde dans 17 sites dans le monde.

## Histoire
Joseph Buford Cox fonde l'Oregon Saw Chain Company en 1947. 
En 1953, John D. Gray acquiert la société dont il change le nom pour Omark Industries.